# La Fille de d'Artagnan
La Fille de d'Artagnan (in Nederland uitgezonden als Een van de musketiers is zijn dochter) is de titel van een Franse film uit 1994.

## Verhaal
Herfst 1654. Éloïse d'Artagnan is door haar vader, de beroemde musketier, ondergebracht in een klooster in de Périgord. Wanneer de overste van dit klooster wordt vermoord door aanhangers van de hertog van Crassac is Éloïse vastbesloten om deze moord te wreken. Ze gaat naar Parijs om haar vader om hulp te vragen, want de moord lijkt verband te houden met een samenzwering tegen de toekomstige koning Lodewijk XIV. Wanneer ze in Parijs aankomt, is haar vader aanvankelijk helemaal niet geïnteresseerd in deze zaak. Ze keert terug naar het klooster, maar alle zusters zijn intussen ontvoerd en op een schip naar de Nieuwe Wereld gezet. Éloïse raakt betrokken in een zaak van corruptie, samenzwering en slavenhandel.

## Rolverdeling
| Acteur          | Personage          |
| --------------- | ------------------ |
| Sophie Marceau  | Éloïse d'Artagnan  |
| Philippe Noiret | D'Artagnan         |
| Claude Rich     | Hertog van Crassac |
| Sami Frey       | Aramis             |
| Jean-Luc Bideau | Athos              |
| Raoul Billerey  | Porthos            |